# Ogmoderidius posthumeralis
Ogmoderidius posthumeralis är en skalbaggsart som beskrevs av Stefan von Breuning 1966. Ogmoderidius posthumeralis ingår i släktet Ogmoderidius och familjen långhorningar. Inga underarter finns listade i Catalogue of Life.